# Јуруци
Јуруци (тур. Yörük, грч. Γιουρούκοι) су туркијски народ близак Турцима чији су делови у време Османског царства у 14. веку из Анадолије насељени на територију Македоније и Тракије. Данас постоји одређени број становника на Балканском полуострву који се и данас изјашњавају као Јуруци, међутим, ипак их највише има у Анадолији, Турска.

## Северна Македонија
Јуруци су на простор данашње Северне Македоније дошли крајем 14. века, да би у току два наредна века пратили османлијске освајаче у њиховом походу. Они су пореклом из области Конија у Турској. Код Османлија су њихова задужења била транспорт војних материјала, опреме и оружја, поправке утврђења, због чега су уживали посебне повластице и нису плаћали порез и дажбине. Имали су чак статус „Evladi Fatihan” - деца освајача. Одређен број Јурука је остао у Македонији након повлачења Османлија. Заменили су свој номадски живот сталним боравиштем и продужили да живе изоловано од осталог становништва, укључујући и турску мањину у Северној Македонији. Сачували су свој специфични дијалект турског језика и живописне обичаје.
Данас Јуруци живе углавном у планинским селима око Радовиша, Штипа, Струмице, Дојрана као и у Овчем пољу, али има и неколико јуручких села у западном делу Северне Македоније. Процењује се да их има неколико хиљада, али прецизнијих података нема јер се воде као део турске мањине. Пореклом Јурук је Мустафа Кемал Ататурк чији је отац припадник овог племена, рођен у селу Коџаџик, општина Центар Жупа.